# Wojak
Wojak (en polaco: Wojak, lit. 'guerrero, soldado') [vɔjak] , también conocido como feels guy (en español, Hombre sensible), es un popular meme de Internet creado en MS Paint. Normalmente representado como un hombre, calvo, de color blanco, que se utiliza de forma genérica para expresar emociones como la melancolía, tristeza o soledad. Se suele acompañar con Pepe the Frog.

## Historia
Wojak originalmente era el apodo del usuario polaco Sebastian Grodecki de la sección internacional del foro alemán Krautchan. Antes, él publicó la imagen en el tablón de imágenes llamado Vichan con el nombre de archivo «twarz.jpg» que más tarde llegó a ser conocida como «Wojak» o «ciepła twarz» (en español, cara pálida) alrededor de mayo de 2010.
A menudo se acompaña con la frase «That feel when» («Ese sentimiento cuando»). Se extendió a otros tableros de imágenes, incluido 4chan, donde en 2011 una imagen de dos Wojaks se abrazaban unos a otros, bajo el título de «I know that feel bro» («Sé cómo se siente»), que ganó popularidad. La cara de Wojak también fue emparejada con la frase «¿Qué se siente...?» o «¿Qué se siente cuando...?». Las variantes posteriores a menudo presentaban un meme originalmente no relacionado conocido como Pepe the Frog. El meme de Wojak gracias a su popularidad se había esparcido en otros tableros de imágenes internacionales como Pastachan en Italia o Dobrochan en Rusia.
En 2018, surgieron versiones de Wojak interpretando a un soyboy, término que se utiliza en 4chan para ridiculizar a los jóvenes con aspecto y carácter aniñado que consumen compulsivamente videojuegos o películas para niños y/o argumentan ideologías de izquierda usando retóricas infantiles. Durante el crack de las criptomonedas de 2018, se utilizaron Wojaks de color rosa por los comerciantes de forma destacada en el tablón /biz/ de 4chan para expresar su malestar por las pérdidas relacionadas con la caída de los precios.

## Variaciones

### Brainlet
En 2016, se popularizaron unos Wojaks de naturaleza ridiculizada o deformada denominados Brainlets (en español, Cerebritos), que surgieron como una manera de criticar o burlarse de la inteligencia de una persona como una forma de argumento ad hominem. Un Brainlet interpreta en un tono cómico a alguien quien no tiene la capacidad de sostener un argumento con bases sólidas y en cambio, lo hace con opiniones que pueden ser desacreditadas fácilmente.
La primera imagen conocida donde aparece el Brainlet es en un post publicado en el tablón /biz/, el 4 de junio de 2016, donde se ve a un Wojak con la parte superior de su cráneo reducido a un tamaño microscópico. La contraparte de los llamados Brainlets son Wojaks con cerebros desproporcionadamente grandes y arrugados, con la intención de demostrar una alto coeficiente intelectual.
El término Brainlet se popularizó en el tablón /sci/, el 1 de diciembre de 2015 por un post donde se preguntaba: «When will science finally find a cure for low IQ? I don't want to be a brainlet anymore» («¿Cuándo encontrará la ciencia finalmente una cura para el bajo coeficiente intelectual? Ya no quiero ser un cerebrito»).

### -oomer (Sufijo)
A mediados de 2018, los usuarios de 4chan habían comenzado a crear caricaturas de Wojak en imagen macro con el sufijo -oomer para burlarse de varios grupos en línea, el primero de los cuales se le conoció como «30-year-old Boomer» («Boomer de 30 años») que apareció el 22 de abril de ese mismo año en el tablero /biz/ siendo una variación de un Brainlet, como una crítica a los Millennials que tenían una perspectiva e ideas similares a las de los Baby Boomers, volviéndose popular.
Esta es la misma tendencia que popularizó el término Zoomer al referirse a los miembros de la Generación Z. Se crearon diversas caricaturas a partir del meme original y se le denominaron como Bloomers, Gloomers, Doomers, Coomers, Consoomers, etc. con el propósito de personificar estereotipos de una manera humorística que se habían generado en comunidades de Internet.

#### Coomer
En noviembre de 2019, el Coomer cobró popularidad con la tendencia No Nut November en tablones como /fit/, /v/ o /tv/, este representa un Wojak con el pelo despeinado y una barba desordenada, el cual es una persona que no consigue dejar de consumir pornografía, esto es para concienciar a la gente sobre la adicción al porno. Mucha de la popularidad de este meme se puede atribuir a la «Promesa Coomer», una tendencia viral de Internet que al igual que el Not Nut November, desafiaba a la gente a abstenerse de masturbarse durante todo el mes de noviembre y a cambiar su foto de perfil por una imagen del Coomer si fallaban, Este reto fue propuesto por un usuario de Twitter llamado @TeapotLad.
También se popularizó una variación de este personaje nombrada «Goomer», el cual representa a un gamer inmaduro que es altamente adicto a los videojuegos. Apareció el 20 de septiembre de 2019 en el tablón /pol/ que mostraba una alteración del Coomer.

#### Doomer
El Doomer es un arquetipo de personaje. La imagen típicamente representa a Wojak con una sudadera y gorro de color negro, fumando un cigarrillo. El arquetipo trata de encarnar a una especie de nihilista, con una creencia en el inevitable fin del mundo por causas que van desde el calentamiento global hasta un conflicto geopolítico. El meme apareció por primera vez en el tablón /r9k/ en septiembre de 2018.
Una versión de este, llamada Doomer girl, comenzó a aparecer en 4chan en enero de 2020, y pronto se trasladó a otros foros en línea, incluyendo Reddit y Tumblr, a menudo por las mujeres que la reclaman desde sus orígenes en 4chan. Este personaje representa a Wojak en su contraparte mujer, con cabello corto, una camiseta y un choker de color negro.

#### Zoomer
El Zoomer es el estereotipo con el que diversas comunidades de Internet ha clasificado a los miembros de la generación posmilénica, con el fin de burlarse de los adolescentes y jóvenes adultos de esta cohorte demográfica, de manera similar a como se usa al «30-year-old Boomer» para burlarse de los mayores del viejo milenio. Se le representa al Zoomer como un Wojak con los laterales de la cabeza afeitados, un corte de pelo hacia atrás y unas gafas redondas, siendo una persona al que le encanta escuchar rap y jugar diversos Battle royale.
El 21 de julio de 2018, un usuario anónimo de 4chan publicó el primer hilo conocido con el Zoomer, en el tablón /r9k/. En la imagen, se mostraba un póster del rapero estadounidense 6ix9ine junto con Zoomer y un monitor de ordenador con 4chan abierto en el navegador.
Cuando obtuvo popularidad, los usuarios de algunas redes sociales comenzaron a utilizar en publicaciones la imagen macro titulada «ese Zoomer de 15 años se le propuso a su crush por mensaje».

### NPC
En octubre de 2018, un Wojak de color gris, nariz puntiaguda y carente de expresión facial se convirtió en una popular representación visual de un personaje no jugable, NPCs, o personas que no pueden pensar por sí mismos, y ganó notoriedad en línea. Este Wojak modificado se le comenzó a ver desde el 7 de julio de 2016 en un hilo en el tablón /v/ de 4chan titulado «Are you an NPC?» («¿Eres un NPC?») en el que se refería al sujeto que «sigue autónomamente los pensamientos de grupo y las tendencias sociales» como un «NPC», se le comenzó a llamar como NPC Wojak surgió como una sátira entre los diversos debates que se generaron sobre el tema.
El meme ganó con el tiempo la atención de los medios, al principio en portales como Kotaku o The New York Times, al usarse como un método para parodiar la supuesta mentalidad de la manada del Partido Demócrata, más tarde fue atribuido a los partidarios republicanos simpatizantes de Donald Trump. Y también se utilizaron variantes de este mismo con una gorra de MAGA para burlarse de la supuesta mentalidad de manada pro-conservadora. Cerca de 1.500 cuentas de Twitter que se hicieron pasar como activistas progresistas con este NPC Wojak como foto de perfil fueron suspendidos por la difusión de información errónea previo a las elecciones de Estados Unidos de 2018.
Luego el 13 de enero de 2019, un colectivo artístico conservador conocido como The Faction secuestró una valla publicitaria de Real Time with Bill Maher, reemplazando el rostro de Maher por la de un NPC Wojak.